# Pelidnota sanctidomini
Pelidnota sanctidomini är en skalbaggsart som beskrevs av Ohaus 1905. Pelidnota sanctidomini ingår i släktet Pelidnota och familjen Rutelidae. Inga underarter finns listade i Catalogue of Life.